# 神明湯
神明湯は、和歌山県和歌山市今福にある銭湯。　
定休日は金曜日である。営業開始は3時からであるが、2時50分には開店している。
開店前からお客さんも並んでいる。
裏道を入るため、立地は悪い。
駐車場は2つあるため便利である。
蛇口は昔ながらのカラン。